# Віано-Каштельська діоцезія
Віа́но-Каште́льська діоце́зія (лат. Dioecesis Vianensis Castelli; порт. Diocese de Viana do Castelo) — діоцезія римського обряду Католицької церкви в Португалії, з центром у місті Віана-ду-Каштелу. Охоплює терени Віано-Каштельського округу. Входить до складу Бразької церковної провінції. Суфраганна діоцезія Бразької архідіоцезії. Заснована 3 листопада 1977 року. Голова — єпископ Віано-Каштельський. Центральний храм — Віано-Каштельський собор.   Населення — 253,310 ос.; з них католики — 245,217 ос. (96.8%). Чинний голова — Анаклету Кордейру, єпископ Віано-Каштельський.

## Назва
- Віа́но-Каште́льська діоце́зія (лат. Dioecesis Vianensis Castelli;  порт. Diocese de Viana do Castelo)
- Віа́но-Каште́льське єпи́скопство (порт. Bispado de Viana do Castelo)

## Історія
3 листопада 1977 року, за понтифікату римського папи Павла VI і президентства Антоніу Рамалью Еанеша, створена Віано-Каштельська діоцезія шляхом виокремлення зі складу Бразької архідіоцезії

## Єпископи
- Анаклету Кордейру Гонсалвіш де Олівейра

## Статистика
Згідно з «Annuario Pontificio» і Catholic-Hierarchy.org:
| Рік  | Населення | Населення | Населення | Священики | Священики | Священики | Священики           | Диякони | Ченці    | Ченці | Парафії |
| Рік  | католики  | загалом   | %         | загалом   | секулярні | ченці     | вірних на священика | Диякони | чоловіки | жінки | Парафії |
| ---- | --------- | --------- | --------- | --------- | --------- | --------- | ------------------- | ------- | -------- | ----- | ------- |
| 1980 | 242.310   | 268.793   | 90,1      | 231       | 207       | 24        | 1.048               |         | 29       | 182   | 292     |
| 1990 | 251.000   | 266.000   | 94,4      | 216       | 194       | 22        | 1.162               |         | 25       | 140   | 291     |
| 1999 | 250.530   | 258.965   | 96,7      | 198       | 172       | 26        | 1.265               |         | 30       | 124   | 291     |
| 2000 | 251.220   | 259.300   | 96,9      | 199       | 175       | 24        | 1.262               |         | 29       | 117   | 291     |
| 2001 | 251.220   | 259.300   | 96,9      | 200       | 176       | 24        | 1.256               |         | 29       | 117   | 291     |
| 2002 | 245.870   | 250.273   | 98,2      | 196       | 173       | 23        | 1.254               |         | 26       | 110   | 291     |
| 2003 | 245.650   | 250.275   | 98,2      | 196       | 172       | 24        | 1.253               |         | 27       | 92    | 291     |
| 2004 | 245.650   | 250.275   | 98,2      | 194       | 171       | 23        | 1.266               |         | 24       | 102   | 291     |
| 2010 | 245.217   | 253.310   | 96,8      | 175       | 154       | 21        | 1.401               |         | 26       | 104   | 291     |
| 2011 | 248.900   | 258.000   | 96,5      | 183       | 159       | 24        | 1.360               |         | 27       | 100   | 291     |